# Campiglossa opacipennis
Campiglossa opacipennis este o specie de muște din genul Campiglossa, familia Tephritidae. A fost descrisă pentru prima dată de Foote în anul 1960. Conform Catalogue of Life specia Campiglossa opacipennis nu are subspecii cunoscute.